# Geraldo Martins
Geraldo João Martins é um político guineense primeiro ministro da Guiné Bissau., no ano 2023

## Biografia
Geraldo Martins nasceu na Guiné Bissau, Mestre em Gestão e Políticas Públicas , é também licenciado em Direito pela Faculdade de Direito de Bissau e licenciado em Química-Física pela Universidade Estatal da Moldávia. Foi Ministro da Educação da Guiné-Bissau entre 2001 e 2003, tendo também publicado trabalhos de investigação como investigador associado do Instituto Nacional de Estudos e Pesquisa da Guiné-Bissau (INEP). Foi militante do Partido da Convergência Democrática e ingressou ao PAIGC em 2018. Desempenhou a função do ministro da Economia e da Finanças no governo de Domingos Simões Pereira, bem como no executivo dirigido por Carlos Correia.  Eleito deputado da nação pelo Círculo 27 (Bissau) pela XI legislatura. Foi nomeado primeiro-ministro da Guiné-Bissau depois das eleições legislativas de 4 de junho função que ocupa desde 7 de agosto de 2023. 

## Obras
- Mil pedaços de amor [7]